# Last Days (2025)
Last Days ist ein Filmdrama von Justin Lin. In der Filmbiografie spielt Sky Yang den jungen Missionar John Allen Chau, der sich auf ein gefährliches Abenteuer begibt, das ihn unter anderem zu einem Stamm auf North Sentinel Island im Indischen Ozean führt, den er zum Christentum zu bekehren versucht. Der Film mit Radhika Apte, Naveen Andrews, Ken Leung, Toby Wallace und Ciara Bravo in weiteren Rollen feierte Ende Januar 2025 beim Sundance Film Festival seine Premiere.

## Handlung
Ein 26-jähriger Missionar namens John Allen Chau reist zur North Sentinel Island, entschlossen, einen dort lebenden Stamm zu bekehren, während die Behörden versuchen einzugreifen, bevor möglicher Schaden entsteht.

## Produktion

### Vorlage und Filmstab
Der Film basiert auf dem Artikel The Last Days of John Allen Chau des Journalisten Alex Perry, der im Juli 2019 im Outside Magazine erschien. Der US-amerikanische evangelikale Missionar John Allen Chau hatte im November 2018 versucht, die auf der zu Indien gehörenden Insel North Sentinel Island im Indischen Ozean lebenden Sentinelesen trotz Kontaktverbots der indischen Regierung christlich zu missionieren. Das Volk lehnt jeglichen Kontakt mit dem Rest der Welt ab. Chau wurde bei dem Versuch, die Inselbewohner von Jesus überzeugen, von den Ureinwohnern getötet.
Regie führte Justin Lin, der für seinen Debütfilm Better Luck Tomorrow und Arbeiten wie Annapolis – Kampf um Anerkennung und die Filme aus der Fast & Furious-Filmreihe bekannt ist. Das auf Perrys Artikel basierende Drehbuch schrieb Ben Ripley, der in der Vergangenheit für die Species-Filmreihe, Source Code von Duncan Jones oder Flatliners von Niels Arden Oplev arbeitete.

### Besetzung und Dreharbeiten
Sky Yang, bekannt aus Filmen wie Rebel Moon – Teil 1: Kind des Feuers, spielt in der Hauptrolle den 26-jährigen Missionar John Allen Chau. Radhika Apte spielt eine junge Polizistin, die versucht, ihn zu stoppen. In weiteren Rollen sind Naveen Andrews, Ken Leung, Toby Wallace, Ciara Bravo, Claire Price, Dieudonné Ngabo, Marny Kennedy und der indische Schauspieler Mridul Das zu sehen. Das Casting übernahm Jessica Kelly.
Die Dreharbeiten wurden im Mai 2024 in Thailand begonnen. Der deutsche Kameramann Oliver Bokelberg war in der Vergangenheit für Filme wie Der göttliche Mister Faber und Der Kautions-Cop und die Fernsehserie Scandal tätig.

### Veröffentlichung
Die Weltpremiere des Films fand am 28. Januar 2025 beim Sundance Film Festival statt.

## Rezeption
Die Kritiken fielen überwiegend negativ aus.